# Référendum ougandais de 2005
Un référendum sur la restauration du multipartisme s'est tenu en Ouganda le 28 juillet 2005. 
Depuis près de vingt ans, les partis politiques sont interdits de participer aux élections afin de contenir les tensions sectaires. En effet, au moment de son accession au pouvoir en 1986, le président de la République Yoweri Museveni institue le système de gouvernement indépendant des partis. 
Le 29 juin 2000 (en), un référendum portant sur le même sujet a déjà eu lieu mais la proposition est rejetée par plus de 90 % des électeurs. Malgré une forte abstention, la restauration du multipartisme est approuvée par plus de 90 % des électeurs.

## Contexte
Le Parlement ougandais vote la loi relative à la tenue du référendum le 4 mai 2005. L'enthousiasme pour le scrutin est toutefois étouffé, le gouvernement et l'opposition étant favorables au retour à un système multipartite. Certains partis politiques, dont le Forum pour le changement démocratique, ont boycotté le scrutin, affirmant qu'il légitimerait 19 ans de gouvernement avec un parti d'État unique.  
Le président Museveni critique les boycotteurs pour « ne pas avoir contribué au développement de l'Ouganda ». D'autres observateurs suggèrent que les 12,5 millions de dollars investis pour la tenue du référendum auraient pu être mieux utilisés ailleurs en Ouganda, l'un des pays les plus pauvres du monde. 

La question posée aux électeurs sur leur bulletin de vote a été critiquée pour sa confusion et sa longueur : 
« Do you agree to open up the political space to allow those who wish to join different organisations/ parties to do so to compete for political power? »
« Êtes-vous d'accord pour ouvrir l'espace politique afin de permettre à ceux qui souhaitent adhérer à différentes organisations / partis de le faire pour se disputer le pouvoir politique ? »
Les symboles d'un arbre et d'une maison accompagnent respectivement les cases « oui » et « non » sur le bulletin de vote.
Plus de 90 % des électeurs soutiennent le retour au multipartisme. Certains observateurs sont surpris des chiffres officiels fournis pour la participation électorale. Les premières estimations indiquent que moins de 30 % des 8,5 millions d'électeurs ougandais se sont rendus aux urnes. La commission électorale a cependant publié un chiffre officiel de 47 %. Un faible taux de participation aurait été gênant pour Museveni.

## Résultats
| Choix                     | Votes     | %     |
| ------------------------- | --------- | ----- |
| Pour                      | 3 643 223 | 92,44 |
| Contre                    | 297 865   | 7,56  |
|                           |           |       |
| Votes valides             | 3 941 088 | 97,69 |
| Votes blancs et invalides | 93 144    | 2,31  |
| Total                     | 4 034 232 | 100   |
| Abstention                | 4 489 998 | 52,67 |
| Inscrits / Participation  | 8 524 230 | 47,33 |